# Славомир Мрожек
Славомир Мрожек (29. јун 1930 – 15. август 2013) био је пољски драмски писац, драматург и карикатуриста.

## Биографија
Рођен је у чиновничкој породици. У Кракову је завршио средњу школу и студирао архитектуру. Прекинуо је студио и почео да ради као новинар.
У младости је био истакнути стаљинист и у својим текстовима подржавао владајућу Пољску уједињену радничку партију у НР Пољској, пре него што је 1963. године за врме путовања у Италији пребегао на Запад и почео писати критичке драме о комунистичком режиму у домовини, а од којих су многе постале класична дела Театра апсурда.
Прву збирку кратких прича Приче из Бумбарове горе и књигу сатиричних текстова Практични полуоклопи, објавио је 1953.
Мрожекова прва драма Полицајци (1958), доживело је велик успех и привукло пажњу критичара и публике.
Његово најпознатије дело Танго објавио је 1964. и данас је преведено на већину светских језика.
Упоредо са писањем наставио је да ради као новинар. Писао је и кратке приче и филмске сценарије.
Наставио је традицију пољске авангардне књижевности коју су покренули Станислав Игнаци Виткјевич и Витолд Гомбрович.
Неколико представа реализованих на основу његовим драмских дела постављено је у омладинском позоришту ДАДОВ.
Носилац је награде часописа Przegląd Kulturalny (1957), за телевизијску драму (1959), Награде Министарства за народну одбрану – за драмски текст (1963), Prix de l’Humeur Noir (1964. у Паризу), Фондације Jurzykowsky“ (1965. у Њујорку).

## Дела
- Professor / The professor[3]
- Policja / The Police, "Dialog" 1958, nr 6
- Męczeństwo Piotra Oheya / The Martyrdom of Peter Ohey, "Dialog" 1959, nr 6
- Indyk / The Turkey, "Dialog" 1960, nr 10
- Na pełnym morzu / At Sea, "Dialog" 1961, nr 2
- Karol / Charlie, "Dialog" 1961, nr 3
- Strip-tease, "Dialog" 1961, nr 6
- Zabawa / The Party, "Dialog" 1962, nr 10
- Kynolog w rozterce / Dilemmas of a dog breeder, "Dialog" 1962, nr 11
- Czarowna noc / The magical night, "Dialog" 1963, nr 2
- Śmierć porucznika / The death of the lieutenant, "Dialog" 1963, nr 5
- Der Hirsch, trans. Ludwik Zimmerer (in:) STÜCKE I, Berlin, 1965
- Tango, "Dialog" 1965, nr 11
- Racket baby, trans. Ludwik Zimmerer (in:) STÜCKE I, Berlin, 1965
- Poczwórka / The quarter, "Dialog" 1967, nr 1
- Dom na granicy / The house on the border, "Dialog" 1967, nr 1
- Testarium, "Dialog" 1967, nr 11
- Drugie danie / The main course, "Dialog" 1968, nr 5
- Szczęśliwe wydarzenie / The fortunate event, "Kultura" 1971, nr 5
- Rzeźnia / The slaughterhouse, "Kultura" 1971, nr 5
- Emigranci / The Émigrés, "Dialog" 1974, nr 8
- Garbus / The Hunchback, "Dialog" 1975, nr 9
- Serenada / The Serenade, "Dialog" 1977, nr 2
- Lis filozof / The philosopher fox, "Dialog" 1977, nr 3
- Polowanie na lisa / Fox hunting, "Dialog" 1977, nr 5
- Krawiec / The Tailor (written in 1964) "Dialog" 1977, nr 11
- Lis aspirant / The trainee fox, "Dialog" 1978, nr 7
- Pieszo / On foot, "Dialog" 1980, nr 8
- Vatzlav (written in 1968), Instytut Literacki (Literary Institute in Paris)
- Ambassador / The Ambassador, Paris 1982
- Letni dzień / A summer day, "Dialog" 1983, nr 6
- Alfa / Alpha, Paryz, 1984
- Kontrakt / The contract, "Dialog" 1986, nr 1
- Portret / The portrait, "Dialog" 1987, nr 9
- Wdowy / Widows (written in 1992)
- Milość na Krymie / Love in the Crimea, "Dialog" 1993, nr 12
- Wielebni / The reverends, "Dialog" 2000, nr 11
- Piękny widok / A beautiful sight, "Dialog" 2000, nr 5